# Live at Reading
Live at Reading je CD/DVD grungeové skupiny Nirvana, vydané 3. listopadu 2009. Obsahuje koncert na festivalu Reading z 30. srpna 1992.
Koncert se odehrál několik týdnů po narození Kurtovy dcery Frances Bean. Kurt přijel na pódium na invalidním vozíku s parukou na hlavě. Zazněly písně z alb Bleach a Nevermind, ale také z připravovaných alb Incesticide a In Utero, či raritní nahrávky. Zazněla i coververze písně The Money Will Roll Right In od skupiny Fang.

## Tracklist
1. "Breed" - 2:57
2. "Drain You" - 3:54
3. "Aneurysm" - 4:34
4. "School" - 3:12
5. "Sliver" - 2:13
6. "In Bloom" - 4:33
7. "Come as You Are" - 3:34
8. "Lithium" - 4:23
9. "About a Girl" - 3:09
10. "Tourette's" - 1:51
11. "Polly" - 2:48
12. "Lounge Act" - 3:04
13. "Smells Like Teen Spirit" - 4:44
14. "On a Plain" - 3:00
15. "Negative Creep" - 2:54
16. "Been a Son" - 3:23
17. "All Apologies" - 3:25
18. "Blew" - 5:23
19. "Dumb" - 2:34
20. "Stay Away" - 3:41
21. "Spank Thru" - 3:05
22. "Love Buzz" - 4:56
23. "The Money Will Roll Right In" (Fang cover) - 2:13
24. "D-7" (Wipers cover) - 3:43
25. "Territorial Pissings" - 4:30

## Sestava
- Kurt Cobain – zpěv, kytara
- Krist Novoselic – baskytara, doprovodný zpěv
- Dave Grohl – bicí, doprovodný zpěv
- Antony Hodgkinson – tanečník